# Strategia niedźwiedzia
Strategia niedźwiedzia – opcyjna strategia inwestycyjna, której stosowanie jest opłacalne w sytuacji gdy ceny na giełdzie będą miały tendencje spadkową. W zależności od rodzaju wykorzystanych opcji przyjmuje jedną z dwóch postaci

## Opcja kupna (call bear spread)

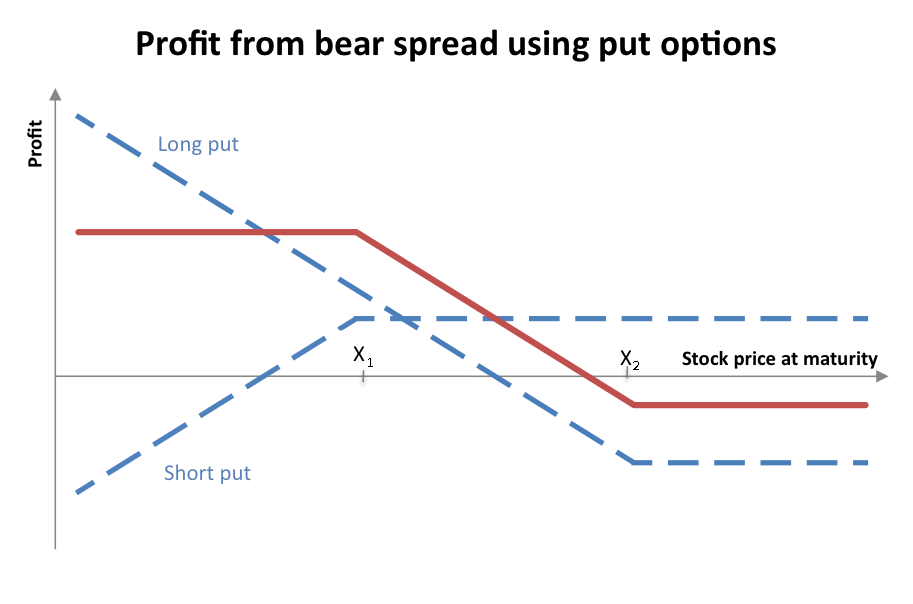
Strategia niedźwiedzia skonstruowana w oparciu o opcje sprzedaży

Strategia polega na nabyciu opcji kupna instrumentu podstawowego o określonej cenie wykonania  i jednoczesnej sprzedaży opcji kupna na ten sam instrument, ale z niższą ceną wykonania. Obie opcje mają ten sam termin wygaśnięcia. Premia opcji kupna jest tym większa, im niższa pozostaje cena wykonania, wobec czego wartość opcji kupionej jest niższa od wartości opcji sprzedanej. Strategia ta jest więc strategią typu credit. Nie wymaga ona wkładu początkowego, ale nawet wiąże się z pewnym wpływem początkowym.

## Opcja sprzedaży (put bear spread)
Strategia polega na nabyciu opcji sprzedaży instrumentu podstawowego o określonej cenie wykonania  i jednoczesnym wystawieniu opcji sprzedaży na ten sam instrument, ale z niższą ceną wykonania. Obie opcje mają ten sam termin wygaśnięcia. Premia opcji sprzedaży jest tym większa, im wyższa pozostaje cena wykonania, wobec czego wartość opcji kupionej jest wyższa od wartości opcji sprzedanej. Strategia ta jest więc strategią typu debit. Wymaga ona wkładu początkowego.